# Xã St. Francis, Quận Lee, Arkansas
Xã St. Francis (tiếng Anh: St. Francis Township) là một xã thuộc quận Lee, tiểu bang Arkansas, Hoa Kỳ. Năm 2010, dân số của xã này là 1.882 người.